# Aeroporto di Acandí
L'Aeroporto di Acandí, indicato con il nome commerciale di Aeroporto Alcides Fernández (IATA: ACD, ICAO: SKAD) è uno scalo aeroportuale colombiano sito alla periferia Ovest del centro di Acandí, nel Dipartimento di Chocó.
La struttura è posta a un'altitudine di 15 m / 50 ft sul livello del mare, dotata di una pista, entrambe con superficie in asfalto lunga 1189 m e larga 15 m (3 900 per 49 ft) con orientamento 17/35, priva di sistema visivo di assistenza all'atterraggio.
L'aeroporto è gestito dal Departamento Administrativo de la Aeronáutica Civil (Aerocivil) ed è aperto al traffico commerciale nelle sole ore diurne. Benché si tratti di un piccolo aeroporto, localmente ricopre l'importante compito di collegare, grazie a voli non di linea operati da compagnie aerotaxi, la zona con il vicino stato del Panama.